# Welcome to the Space Show

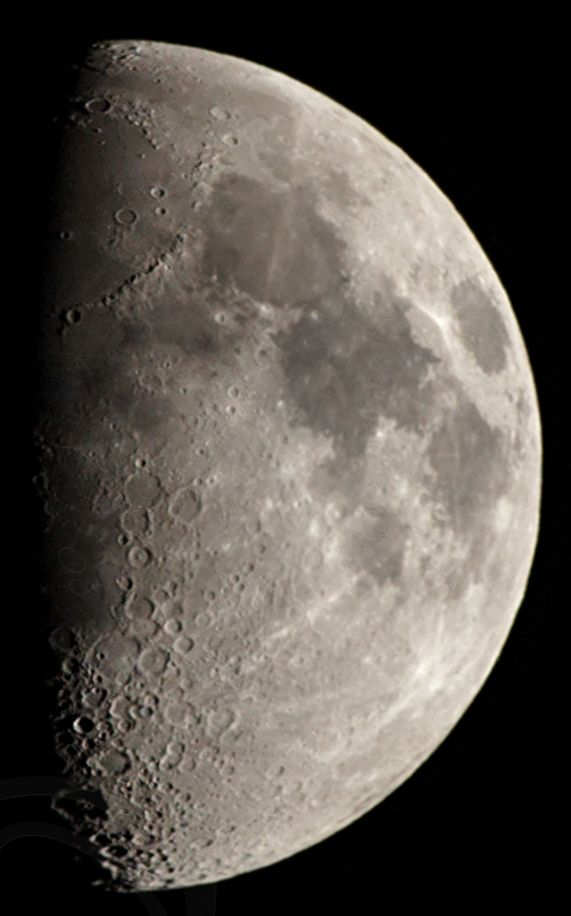
Detta är månens baksida, enligt vedertagna fotobevis från senare decenniers rymdfärder. Så här ser den inte ut enligt filmen Welcome to the Space Show.

Welcome to the Space Show (japanska: 宇宙ショーへようこそ, Uchū shō e yōkoso; 'Välkommen till rymdshowen'?) är en japansk animerad science fiction-film från 2010. Regissören är Koji Masunari, som tidigare synts på Read or Die och Kamichu!. Filmen producerades av animationsstudion A-1 Pictures, dotterbolag till Sonys animationsbolag Aniplex, och kretsar kring en grupp japanska barn som under en sommarutflykt råkar på en ovanlig "hund" och så småningom hamnar i ett intrigfyllt rymdäventyr.
Producenterna har valt att från början låta förse filmen med en engelsk titelversion. Den engelska titeln, Welcome to the Space Show, syns på den officiella webbplatsen som i övrigt är skriven med japansk text.

## Handling
Den 136 minuter långa Welcome to the Space Show siktade, enligt dess skapare, in sig på något i klass med Stjärnornas krig. Filmen berättar historien om fem skolkamrater och en sommarlovsvecka som inte blir den lugna upplevelse som de förväntat sig..
De fem, elever i samma lilla landsbygdsskola uppe i bergen, får lov att låna en skolsal för sin övernattning. Ett av barnen, andraklassaren Amane, är putt på sin äldre kusin (femteklassaren Natsuki) som låtit Amanes tama kanin Pyon-Kichi rymma ut i skogen. De kompletteras av Kōji (en något UFO-fixerad bokmal), Noriko (blyg fjärdeklassare) och Kiyoshi (en sjätteklassare som får fungera som något av föräldrarnas förlängda arm under veckan). Veckan börjar med att de fem, i ett försök att bryta tristessen, ger sig ut i skogen för att försöka få fatt i den där förrymda kaninen. De ramlar på en sädesåker med sädescirklar och finner en hund, som kanske inte är en hund.
Större delen av denna utflyktsvecka tillbringas på helt annan ort – ett antal tusen mil, senare ljusår, rätt uppåt. Filmen kan delas upp i några tydliga delar baserat på etappmålen, vilka är:
- Jorden. Där äger början och slutet av historien rum.
- Månen (dess "baksida"). Där får barnen lov att ta anställning för att kunna tjäna ihop till de nödvändiga flygbiljetterna för omvägen tillbaka till jorden.
- Super Space Express. Detta rymdtåg, med ett utseende som en mytologisk drake från Östasien, har en topphastighet bortom mänskligt förstånd och biljettpriser därefter.
- Wan (Bow alternativt Bowl). Denna är Pochis ("hunden", se ovan) hemplanet. Där bor hans föräldrar, och där arbetar han själv som professor. Här äger både rån, biljakter och kidnappningar rum.
- The Space Show. Detta universums största TV-program spelas för tillfället in vid den galaktiska festivalen på Den stora muren. Folk med intressen i den eftertraktade växten zughaan (vars likhet med japansk pepparrot leder till vissa förvecklingar), TV-producenter med hybris och gamla månbekanta (vilka till slut fått sin raket färdig) strålar här samman.

## Rollfigurer
Natsuki Koyama (japanska: 小山 夏紀, Koyama Natsuki?) ♀ – (japansk röst:) Tomoyo Kurosawa
Femteklassaren Natsuki har nyligen flyttat hit från stan. Hon längtar efter att få spela hjälte.
Amane Suzuki (japanska: 鈴木 周, Suzuki Amane?) ♀ – Honoka Ikezuka
Andraklassaren Amane är Natsukis kusin och yngst av de fem huvudrollsfigurerna. Hon har en pålitlig karaktär och en ärlig och ömsint personlighet.
Kiyoshi Satō (japanska: 佐藤 清, Satō Kiyoshi?) ♂ – Shōtarō Uzawa
Sjätteklassaren Kiyoshi är äldst av de fem. Han har en stark ansvarskänsla, är ärlig och snäll.
Noriko Nishimura (japanska: 西村 倫子, Nishimura Noriko?) ♀ – Tamaki Matsumoto
Trots att hon är en väldigt blyg fjärdeklassare, agerar Noriko alltid som om hennes dröm vore att bli en tonårsidol.
Kōji Harada (japanska: 原田 康二, Harada Kōji?) ♂ – Takuto Yoshinaga
Den glasögonprydde Kōji är både bokmal och en allmänt nyfiken själ. Allt som har med UFO och utomjordingar tilldrar hans intresse.
Pochi Rickman (japanska: ポチ・リックマン, Pochi Rikkuman?) – Keiji Fujiwara
Det här är ingen vanlig hund. Det är inte hund alls, förresten, vilket Pochi är noga med att låta de fem barnen förstå. Han är från planeten Wan. Han kan inte hjälpa till med att få tag på bortsprungna kaniner men är desto bättre på att dra in minderåriga i intergalaktiska äventyr.

## Produktion

### Produktionsfakta
- Originaltitel – 宇宙ショーへようこそ (Uchū shō e yōkoso)
- Engelsk titel – 'Welcome to the Space Show
- Regissör/bildmanus – Koji Masunari
- Regissör/bildmanus (inledningen) – Masaaki Yuasa
- Manus – Hideyuki Kurata, Besame Mucho (koncept)
- Figurdesign/animationschef – Masashi Ishihama
- Konstnärlig ledare – Kazuo Ogura
- Producent – Tomonori Ochikoshi, Atsuhiro Iwakami
- Produktionsbolag – A-1 Pictures
- Musik – Yoshihiro Ike
- Land –  Japan
- Språk – japanska
- Format – färg
- Premiär – 18 februari 2010 (Berlins filmfestival), 26 juni 2010 (reguljär bio, Japan)

Källor: , 
Produktionslaget bakom Welcome to the Space Show offentliggjordes i 2008 års februarinummer av nyhetstidningen Newtype, och filmen fick ursprungligen arbetstiteln The Space Show (Uchū shō). Filmen återförenade animatörerna bakom R.O.D the TV (2003–2004), inklusive regissören Koji Masunari, manusförfattaren Hideyuki Kurata och figurdesignern Masashi Ishihama. Animationen gjordes på A-1 Pictures.
Masunari beslöt att låta välja ut lämpliga röstskådespelare genom en serie av auditioner. Filmen konstruerades kring de bärande temana underhållning och vänskap mellan barn.

## Premiär
Filmen hade sin världspremiär vid den 60:e Filmfestivalen i Berlin, februari 2010. Där visades den jämsides med Mamoru Hosodas Summer Wars som del av festivalens "generationsprogram".